# NGC 2896
NGC 2896 é uma galáxia espiral (S) localizada na direcção da constelação de Leo. Possui uma declinação de +23° 39' 49" e uma ascensão recta de 9 horas, 30 minutos e 16,9 segundos.
A galáxia NGC 2896 foi descoberta em 1 de Maio de 1864 por Heinrich Louis d'Arrest.